# قشقوان
قشقوان (بالإنجليزية: Kashkaval)هو نوع من الجبن الأصفر المصنوع من حليب البقر والماعز (قشقوان فيتوشا)، أو حليب الغنم (قشقوان البلقان)، أو بكليهما معًا (قشقوان بريسلاف). في ألبانيا وبلغاريا وجمهورية مقدونيا وسوريا ولبنان وصربيا ورومانيا. غالبًا ما يستخدم هذا المصطلح للإشارة إلى كل أنواع الأجبان الصفراء (أو حتى أي جبن غير سيريني). في قوائم الطعام باللغة الإنجليزية في بلغاريا، يترجم "كاشكافال" ب «الجبن الأصفر» (في حين يطلق اسم سيريني على الجبن الأبيض أو ببساطة «الجبن»).

## أصل التسمية
الاسم مشتق من الإيطالية كاتشوكافالو (caciocavallo) (بالرومانية: cașcaval)، (بالبلغارية: кашкавал)، (بالمقدونية: кашкавал) ،(بالتركية: kaşkaval/kaşar)، (بالسيريلية الصربية: качкаваљ أو kačkavalj)، (بالألبانية: Kaçkavalli).

## المناطق

### ألبانيا
جبن القشفوان هو الجبن الأكثر شعبية في ألبانيا بعد الجبن الأبيض. ويعتبر الجبن الألباني التقليدي، ويستخدم بكثرة طبقاً جانبياً. الكثير من المطاعم تقدم القشقوان نيئاً أو مقلياً بشكل مجاني قبل تقديم الوجبة الأساسية. تنتج جميع شركات الأجبان في ألبانيا جبن القشقوان الذي ينتج من حليب البقر أو الغنم.[بحاجة لمصدر]

### بلغاريا
في بلغاريا، يُصنع القشقوان من حليب البقر ويُعرف باسم قشقوان فيتوشا، بينما يُسمى نوع آخر مصنوع من حليب النعجة قشقوان بلقان. قشقوان بريسلاف هو الاسم الذي يطلق على الجبن المصنوع من خليط من كلا الحليبين.

### الشرق الأوسط
يحظى جبن القشقوان بشعبية كبيرة في عدد من البلدان مثل لبنان وسوريا وفلسطين والأردن والسعودية ، قد يتم استيراده أو يصنع محلياً ويصنع منه المناقيش.

## اقرأ أيضا:
- لاكريما لصناعة الألبان